# Huangpu
El Huangpu (黄浦江 en xinès, Huángpŭ Jiāng en pinyin), antigament romanitzat com a Whangpo, és un riu de 113 km de llargada que creua la ciutat de Xangai i bona part de la Xina. L'espai urbà Bund i la península Lujiazui es troben al llarg del riu Huangpu.
El Huangpu és el riu més gran del centre de Xangai, amb el riu Wusong com el seu principal afluent. Té una mitjana de 400 m d'ample i 9 m de profunditat.
La ciutat de Xangai extreu la major part de l'aigua potable del Huangpu, cosa que el fa ser fonamental per a la supervivència de la ciutat. Divideix la ciutat en dues regions (Pudong a l'est i Puxi a l'oest).